# Violent Cop
Violent Cop (その男、凶暴につき?, Sono otoko, kyōbō ni tsuki, lett. "Quell'uomo, a causa della sua ferocia") è un film del 1989 scritto, diretto e interpretato da Takeshi Kitano, al suo debutto alla regia.

## Trama
Azuma (Takeshi Kitano) è un poliziotto sociopatico dai metodi sbrigativi che non esita ad usare violenza per ottenere ciò che vuole, anche fuori dalla vita lavorativa. Durante le indagini su alcuni omicidi legati all'ambiente della droga, Azuma scopre che il suo collega Iwaki, uno dei pochi con cui ha un rapporto non conflittuale, è coinvolto nello spaccio di droga dall'interno della polizia. Dopo l'omicidio di Iwaki la sorella di Azuma, una ragazza affetta da disturbi mentali per cui Azuma prova un grande quanto possessivo affetto, viene rapita e violentata, causando una reazione incontrollabile da parte di Azuma, che rompe qualsiasi regola etica e morale di condotta per dar sfogo alla sua personale idea di giustizia e alla sua sete di violenza.

## Produzione
La regia fu inizialmente affidata a Kinji Fukasaku, che però dovette abbandonare il progetto. Kitano, che era stato già ingaggiato come attore, si propose dapprima scherzosamente per poi prendere realmente il suo posto. Prima di iniziare a girare, Kitano modificò pesantemente la sceneggiatura che inizialmente rappresentava una commedia. La violenza di Azuma in questo film è talmente brutale e dolorosa da differenziarsi dunque dalla figura del giustiziere.
Il commento musicale, a cura di Daisaku Kume, è estremamente contenuto e sfrutta il primo Gnossienne del compositore francese Erik Satie, riarrangiato con un appeal ritmico.

## Accoglienza
Prima regia e anche primo ruolo drammatico per Kitano, già famoso attore comico in patria, Violent Cop si rivelò un grande successo per pubblico e critica sia in Giappone che nei paesi in cui ricevette una distribuzione limitata. Forte di questo successo, Kitano diede inizio ad una lunga carriera di regista.